# Franz Josef Werner
Franz Josef Werner (* 2. Februar 1847 in Schelklingen; † 5. Juni 1908, ebenda) war Redakteur und Verleger der Lauchert-Zeitung und Direktor der Ulmer Zeitung.
Werner wurde als Sohn des Schneiders Josef Werner (1810–1847) und dessen Ehefrau Franziska Günter (1816–1898) geboren. Franz Joseph war der einzig überlebende Sohn. Sein Vater starb bereits 37-jährig am 16. Dezember 1847, als Franz Joseph noch kein Jahr alt war. Die Mutter blieb lange Zeit Witwe mit mehreren Kindern und vermählte sich erst am 9. September 1873 ein zweites Mal mit dem Weber Ludwig Rehm (1808–1884).
Werner besuchte wohl die Volksschule in Schelklingen. Sein weiterer Ausbildungsweg brachte ihn nach Spaichingen, wo er in den Jahren 1861–1865 eine Buchdruckerlehre in der Offizin/Druckerei des „Heuberger Boten“ absolvierte. In den folgenden 14 Jahren bis 1879 arbeitete er in verschiedenen Geschäften und Standorten, so in der Greiner und Pfeifferschen Hofbuchdruckerei in Stuttgart. Nach Spaichingen zurückgekehrt, gründete er zusammen mit einem Buchbinder namens Honer die Firma „Honer und Werner“, in der eine Buchdruckerei und Buchbinderei zusammengeschlossen war. Das Verlagshaus veröffentlichte u. a. die Zeitung „Anzeiger für Heuberg und Baar“. Das Geschäft konnte allerdings keinen stabilen Absatz finden. Und so ging er auf das Angebot katholischer Kreise in Tuttlingen ein, dort ein „Zentrumsblatt“ herauszugeben, das aber ebenfalls nicht florierte. Schließlich hatte er in Gammertingen Erfolg mit der Gründung der Lauchert-Zeitung. Bereits 1876 versuchten die Buchdrucker Sauter und diesem Steinweg die Gründung einer Lauchert-Zeitung, doch war das Projekt zunächst nicht erfolgreich. Erst als Werner das Blatt als Verleger und Redakteur übernahm, stieg die Zahl der Abonnenten. Die eigentliche Gründung der Lauchert Zeitung ist daher 1879. Die Zeitung betrachtete sich als regionales Organ für Hohenzollern und die angrenzenden Teile Württembergs und Badens und erschien wöchentlich in vier Nummern. Im Jahre 1900 hatte die Zeitung 2.300 Käufer; der Leserkreis ging damit weit über die Grenzen der Stadt Gammertingen hinaus, die im Jahre 1885 1.153 Einwohner besaß.
Seit 1890 widmete sich Werner dem technischen und organisatorischen Aufbau der Ulmer Zeitung, einem Organ des Freisinns. Die Freisinnigen waren Gegner Bismarcks und vertraten ein linksliberales Programm. Der Verlag der Ulmer Zeitung erwarb darüber hinaus Verlagsrechte an verschiedenen Fachblättern.
Werner blieb Direktor dieser Zeitung bis 1901. Am 1. Mai 1901 kehrte Werner wieder in seine Vaterstadt Schelklingen zurück und lebte dort als „Privatier“. Am 26. Januar 1902 gründete er mit etlichen Schelklinger „Genossen“ den Spar- und Darlehenskassenverein, heute eine Zweigstelle der Volksbank Ehingen, und war deren Vorstandsvorsitzender bis zum Jahre 1906.
In demselben Jahre gründete er den Schelklinger Verschönerungsverein, der u. a. Wanderwege anlegte, Ansichtskarten herausgab, und sich allgemein für die Verbesserung des Stadtbildes einsetzte.
Werner heiratete (wohl in den 1870er-Jahren) Josefine Hauser. Aus der Ehe gingen vier Kinder hervor: Genovefa, verheiratet mit dem Mechaniker August Göggel; Josefine ehelichte den Kaufmann A. Feuchter; Ernst heiratete Therese Richter; und Mina verheiratete sich mit dem Eisenbahnassistenten Max Scheitenberger.
Werner starb am 5. Juni 1908 in Schelklingen mit 61 Jahren. Die Lauchert-Zeitung veröffentlichte einen umfangreichen Nachruf.
Von A. Barth stammt ein Gedicht auf Franz Josef Werner, das 1916 im Blaumann erschien.

## Werke
- Lauchert-Zeitung. Gammertingen. Gründer, Redakteur und Verleger von 1879 bis 1890.
- Ulmer Zeitung: Freisinniges Volksblatt. General-Anzeiger und Offertenblatt für Handel, Gewerbe, Industrie, Land- und Hauswirtschaft. Ulm/Donau. Direktor von 1890 bis 1901.